# Scotoecus albofuscus
Scotoecus albofuscus (Thomas, 1890) è un pipistrello della famiglia dei Vespertilionidi diffuso nell'Africa subsahariana.

## Descrizione

### Dimensioni
Pipistrello di piccole dimensioni, con la lunghezza totale tra 76 e 95 mm, la lunghezza dell'avambraccio tra 29 e 34 mm, la lunghezza della coda tra 27 e 41 mm, la lunghezza del piede tra 8 e 9 mm, la lunghezza delle orecchie tra 9 e 15 mm e un peso fino a 9,5 g.

### Aspetto
La pelliccia è corta, soffice e densa. Le parti dorsali sono marrone scuro, bruno-dorato o fulvo, mentre le parti ventrali sono leggermente più chiare. La testa è alquanto appiattita, il muso è largo e con le narici che si aprono lateralmente su di un cuscinetto carnoso trasversale. Le orecchie sono corte, ovali, ben separate tra loro e con l'estremità arrotondata. Il trago è corto, largo, arrotondato e con una piccola proiezione alla base del bordo posteriore. Le membrane alari sono bianche, semi-trasparenti e più brunastre lungo i margini e il corpo. L'avambraccio e le prime tre dita sono marroni, mentre le ultime due sono bianche. La lunga coda è inclusa completamente nell'ampio uropatagio, il quale è bruno-nerastro. Il calcar è lungo e delicato. Il pene è lungo. 

### Ecolocazione
Emette ultrasuoni a basso ciclo di lavoro sotto forma di impulsi di breve durata a banda larga con frequenza di picco di 39,3 kHz. Una seconda armonica è talvolta presente.

## Biologia

### Comportamento
Si rifugia in gruppi tra le foglie di palme della foresta del genere Hyphaene. Il volo è veloce e poco manovrabile.

### Alimentazione
Si nutre di emitteri, coleotteri, lepidotteri, ditteri catturati sopra spazi aperti o la volta pforestale.

### Riproduzione
Una femmina è stata osservata partorire due piccoli alla fine di novembre nella provincia sudafricana del KwaZulu-Natal, mentre un'altra che aveva appena terminato l'allattamento è stata catturata i primi di aprile nel Malawi.

## Distribuzione e habitat
Questa specie è diffusa nell'Africa occidentale, dal Senegal al Camerun e in quella orientale e sud-orientale, dall'Uganda al Sudafrica nord-orientale.
Vive nelle savane alberate dominate da Isoberlinia, boscaglie, foreste costiere e ripariali, boschi di mopane e nelle foreste lungo le dune costiere del KwaZulu-Natal.

## Tassonomia
Sono state riconosciute 2 sottospecie:
- S.a.albofuscus: Gambia, Senegal meridionale, Sierra Leone settentrionale, Costa d'Avorio, Ghana, Benin, Nigeria centro-orientale;
- S.a.woodi (Thomas, 1917): Uganda nord-occidentale, Repubblica Democratica del Congo sud-orientale, Kenya sud-orientale, Tanzania, Malawi meridionale, Mozambico, Sudafrica nord-orientale.

## Conservazione
La IUCN Red List, considerata la mancanza di informazioni sufficienti sull'areale, i requisiti ecologici, le minacce e lo stato di conservazione, classifica S.albofuscus come specie con dati insufficienti (DD).